# 昂雅克香槟
昂雅克香槟（法語：Angeac-Champagne，法語發音：[ɑ̃ʒak ʃɑ̃paɲ]）是法国夏朗德省的一个市镇，位于该省西部，属于干邑区。

## 地理
昂雅克香槟（45°36'27"N, 0°17'51"W）面积14.27 平方千米，位于法国新阿基坦大区夏朗德省，该省份为法国西部内陆省份，北起德塞夫勒省和维埃纳省，东临上维埃纳省，东南至多尔多涅省，南至多爾多涅省，西接滨海夏朗德省。
与昂雅克香槟接壤的市镇（或旧市镇、城区）包括：让萨克拉帕吕、让泰、瑞亚克勒科克、内河畔圣福尔、萨勒当格勒、瑟贡扎克。

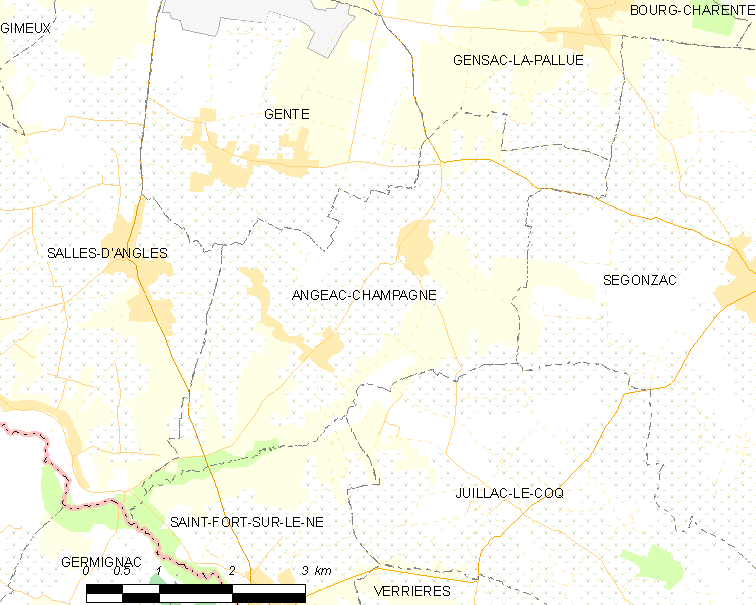
昂雅克香槟的OSM定位图

昂雅克香槟的时区为UTC+01:00、UTC+02:00（夏令时）。

## 行政
昂雅克香槟的邮政编码为16130，INSEE市镇编码为16012。

## 政治
昂雅克香槟所属的省级选区为夏朗德-香槟县。

## 人口

1962-2008年间昂雅克香槟人口变化图示

昂雅克香槟于2022年1月1日时的人口数量为496人。